# Gare de Maya
La gare de Maya (摩耶駅, Maya-eki) est une gare ferroviaire localisée dans la ville de Kobe, dans la préfecture de Hyōgo au Japon. La gare est exploitée par la compagnie JR West, sur la ligne principale Tōkaidō (ligne JR Kobe). L’utilisation de la carte ICOCA est valable dans cette gare.

## Situation ferroviaire
La gare de Maya est située au point kilométrique (PK) 583,7 de ligne principale Tōkaidō.

## Histoire
La gare est inaugurée le 26 mars 2016.

## Service des voyageurs

### Accueil
La gare dispose d'un bâtiment voyageurs ouvert tous les jours, avec des guichets et des automates pour l'achat de titres de transport.

### Desserte
| N° de voie | Ligne     | Direction                       |
| ---------- | --------- | ------------------------------- |
| 1          | ▆ JR Kobe | Amagasaki / Osaka / Kitashinchi |
| 2          | ▆ JR Kobe | Sannomiya / Himeji              |

### Intermodalité
La gare de Nishinada (ligne principale  Hanshin) est situé à 300 m au sud de la gare.

## Gares/Stations adjacentes
| JR West        |                               |                               |                               |                 |
| Direction Kobe | Ligne Tōkaidō (Ligne JR Kobe) | Ligne Tōkaidō (Ligne JR Kobe) | Ligne Tōkaidō (Ligne JR Kobe) | Direction Osaka |
| Pas de service |                               | Special Rapid Service 新快速  |                               | Pas de service  |
| Pas de service |                               | Rapid Service 快速            |                               | Pas de service  |
| Rokkōmichi     |                               | Local 普通                    |                               | Nada            |